# 前田孝資
前田 孝資（まえだ たかすけ、天和3年7月4日（1683年8月25日） - 宝暦3年3月9日（1753年4月12日））は、加賀藩年寄。加賀八家前田対馬守家第8代当主。
父は加賀藩年寄前田孝行。正室は前田綱紀の娘豊姫。子は前田孝昌、今枝直郷、村井長穹。通称は市之助、大炊。官位は従五位下、対馬守。

## 生涯
天和3年（1683年）、孝行の子として生まれる。宝永4年（1707年）、藩主前田綱紀の娘豊姫と結婚する。正徳6年（1716年）3月15日、藩主綱紀が豊姫を嫁ぎ先に訪ねる。享保6年（1721年）、父の死去により家督と知行1万8500石を相続する。享保20年（1735年）、従五位下、対馬守に叙任。延享2年（1745年）8月、藩主前田宗辰の家督相続の御礼言上の際に江戸城で将軍徳川吉宗に拝謁する。延享4年（1747年）2月、藩主前田重煕の家督相続の御礼言上の際に江戸城で将軍徳川家重に拝謁する。宝暦元年（1751年）、公儀御用（宗門方御触）。宝暦3年（1753年）3月9日没。享年71。戒名は仏性院殿前対州刺史従五位下麒山源麟大居士。家督は嫡男の孝昌が相続した。
正室の豊姫は、貞享4年（1687年）に孝資の祖父の加賀藩大年寄（大老）前田孝貞の屋敷で生まれ、その養育を受けた。成長して孝資に嫁ぎ、享保3年（1718年）10月5日に32歳で没している。